# Serge Lama
Serge Lama (Bordeaux, 11 februari 1943) is een Franse zanger en liedjesschrijver. Zijn echte naam is Serge Chauvier.
In 1968 had hij zijn eerste grote hit met D'aventure en aventure. In 1974 had hij zijn grootste succes met Je suis malade dat op 1 kwam in de hitparade, en ook de versie van Dalida was een groot succes.
In 1971 nam hij deel aan het Eurovisiesongfestival met het lied Un jardin sur la terre, hij werd slechts 10e wat voor Frankrijk een pover resultaat was in die tijd.
Hij schreef liedjes voor onder andere Mireille Mathieu, Gilbert Bécaud en Melina Mercouri.
Verdere hits waren Les ports de l'Atlantique, nummer 1-hit Mourir en France (1976), Le dernier baiser (1977), Femme, femme, femme (1978) en Napoleon (1982). Hij brengt vooral albums uit en die verkopen nog steeds goed.